# Люби мене
«Люби мене» (у турецькому прокаті Sev beni) — українсько-турецький фільм режисера Марини Горбач. Фільм присвячений історії кохання турка і українки.

## Опис
«Люби мене» — стрічка про незвичайну любов, головні ролі якої зіграли Усхан Чакир і Вікторія Спесивцева. У фільмі також грають Гювен Кирач, Явуз Бінгель, Сергій Пускепаліс — лауреат Берлінського кінофестивалю і Мурат Шекер, що здивував акторською майстерністю.
Головну героїню грає колишня акторка київського театру ім. Франко — Вікторія Спесивцева. На зйомки до Києва приїжджала з Берліна, де зараз живе. У ролі її московського коханця знявся зірка російського блокбастера «Метро» — Сергій Пускепаліс. Три роки тому він отримав «Срібного ведмедя» на Берлінському кінофестивалі як найкращий актор.
Герой фільму Джемаль під час своєї поїздки в Україну познайомилася з Сашею. Вони вийшли вночі з клубу, щоб разом провести ніч, проте події розвинулися не так, як вони очікували. У чудовому білому місті Києві Джемаль і Саша намагаються боротися з труднощами, з якими вони стикаються.

## Факти
- Фільм українського режисера Марини Ер Горбач «Люби мене» увійшов до програми Тбіліського 14-го Міжнародного кінофестивалю. Грузія стала восьмою країною, де глядачі змогли оцінити спільну українсько-турецьку кінокартину. Фільм українського режисера Марини Ер Горбач «Люби мене» високо оцінили глядачі в європейських країнах.
- У Туреччині фільм вийшов на екрани в жовтні 2013 року.
- Проєкт «Люби мене» став одним з переможців першого відкритого конкурсу Держкіно України, що проводилося влітку 2011 року. У тому, що новий фільм буде близький глядачеві, режисер Марина Горбач впевнена, повідомляється в ресурсі МедіаНяня. «Історія, яку ми знімаємо, характерна для сучасної України і Туреччини, — розповіла режисер. — Озирніться, і ви побачите, скільки навколо самотніх, вже не молодих жінок. Я, як мама, їх шкодую, тому що вони, швидше за все, мамами не стануть… Це наші спостереження за поколінням, з яких ми виділили найактуальніші та драматичні моменти».
- «Люби мене» — це вже другий повнометражний фільм молодого успішної режисерської пари Марини Ер Горбач і М. Багадира Ера. Їх попередній фільм «Ревіння чорних псів» (2010), знятий в Туреччині, стартувавши з Роттердамського МКФ просторував по екранах більш ніж сорока міжнародних кінофестивалів і двічі виходив у широкий турецький прокат. От і «Люби мене» ще до прем'єрного показу вже був запрошений до Франції, Швеції, Норвегії, Німеччини і, звичайно ж, Туреччини.